# Municipio de Pike (Minnesota)
El municipio de Pike (en inglés: Pike Township) es un municipio ubicado en el condado de St. Louis en el estado estadounidense de Minnesota. En el año 2010 tenía una población de 417 habitantes y una densidad poblacional de 4,79 personas por km².

## Geografía
El municipio de Pike se encuentra ubicado en las coordenadas 47°41′8″N 92°22′10″O / 47.68556, -92.36944. Según la Oficina del Censo de los Estados Unidos, el municipio tiene una superficie total de 87.04 km², de la cual 86,99 km² corresponden a tierra firme y (0,06 %) 0,05 km² es agua.

## Demografía
Según el censo de 2010, había 417 personas residiendo en el municipio de Pike. La densidad de población era de 4,79 hab./km². De los 417 habitantes, el municipio de Pike estaba compuesto por el 97,36 % blancos, el 1,68 % eran amerindios, el 0,24 % eran asiáticos y el 0,72 % eran de una mezcla de razas. Del total de la población el 0 % eran hispanos o latinos de cualquier raza.